# Prakash Raj
Prakash Raj (geboren Prakash Rai; Bangalore, 26 maart 1965) is een Indiaas acteur,  filmproducent, filmregisseur en politicus die zowel in de zuid-Indiase als in de Hindi filmindustrie actief is.

## Biografie
Raj begon zijn carrière als acteur met ondersteunende rollen in Kannada films, zijn doorbraak kwam met Harakeya Kuri (1992) waarin hij een van de hoofdrolspelers was. Hij maakte zijn Tamil debuut met Duet (1994), zijn Telugu debuut met Sankalpam en in 1996 zijn Malayalam debuut met The Prince. Hoewel hij in een bijrol te zien was in Shakti - The Power (2002) maakte Raj zijn debuut als een van de hoofdrolspelers in de Hindi film Khakee (2004). Sinds Wanted (2009) is hij vaak te zien als de antagonist in Hindi films. Zijn eerste film als producent was de Tamil film Dhaya (2002), in 2010 regisseerde en produceerde hij de Kannada film Naanu Nanna Kanasu. Zijn digitale debuut maakte hij met de Netflix webserie Paava Kadhaigal (2020).
Raj heeft tot op heden (2021) in meer dan 400 films een rol vertolkt. Afgezien van zijn moedertaal Kannada, heeft Prakash Raj's vloeiendheid in Tamil, Telugu, Malayalam, Marathi, Hindi en Engels hem tot een van de meest gewilde acteurs in de Indiase filmindustrie gemaakt.